# Robert W. Gore

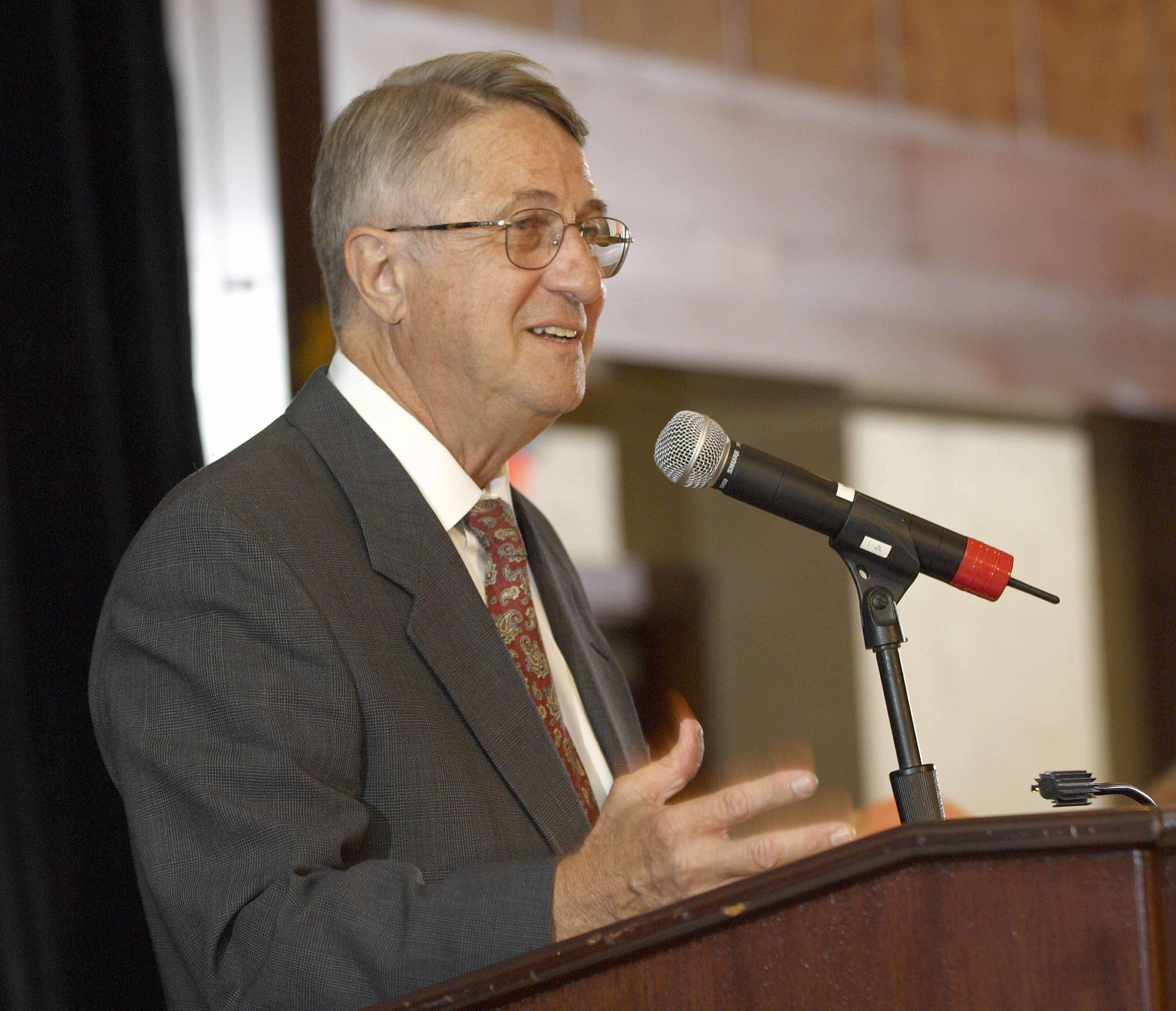
Robert W. Gore (2005)

Robert W. Gore (* 15. April 1937 in Salt Lake City, Utah; † 17. September 2020 in Earleville, Maryland) war ein US-amerikanischer Ingenieur und Wissenschaftler, Erfinder und Geschäftsmann, der zusammen mit seinem Vater Bill Gore das Gore-Tex, eine wasserundurchlässige, aber dampfdiffusionsoffene Membran aus Polytetrafluorethylen (PTFE) erfand.

## Werdegang
Gore besuchte die University of Delaware und promovierte an der University of Minnesota im Fach Chemieingenieurwesen. Als Student in Delaware entdeckte er 1957 einen Weg, elektrische Leiter mit PTFE-Band zu isolieren. 1969 verstreckte er erwärmte PTFE-Stäbe und erzeugte so expandiertes PTFE, welches patentiert und unter der Marke Gore-Tex vertrieben wurde. Seitdem gilt er als Erfinder einer wasserabweisenden und atmungsaktiven Membran, die bei Kleidung, Schuhen, medizinischen Gütern und der Raumfahrt eingesetzt wird.
1976 wurde Gore Hauptgeschäftsführer und baute "WL Gore & Associates" zu einem Milliardenunternehmen aus. Dabei stellt die Firma selbst keine Textilien her, sondern fungiert lediglich als Lieferant. Der Hauptsitz befindet sich in Newark, Delaware.
Sein Vater Bill gründete W. L. Gore & Associates im Jahre 1958. Robert Gore war Präsident der Firma von 1976 bis 2000 und anschließend noch deren Verwaltungsratsvorsitzender.
In dritter Ehe war Gore mit Sally Coons, Mutter von Chris Coons, seit 2010 Senator für den Bundesstaat Delaware, verheiratet. Seine Familie hat Gebäude und Labore für die Universität Delaware gestiftet.

## Patent
- Patent  US3953566.‌